# Bogliasco
Bogliasco (ligur nyelven Bugiascu) település Olaszországban, Liguria régióban, Genova megyében. Lakosainak száma 4418 fő (2023. január 1.). Bogliasco Genova, Pieve Ligure és Sori községekkel határos.

## Népesség
A település népességének változása:
| Lakosok száma | 4487 | 4462 | 4418 |
|               | 2017 | 2018 | 2023 |